# Bathsheba

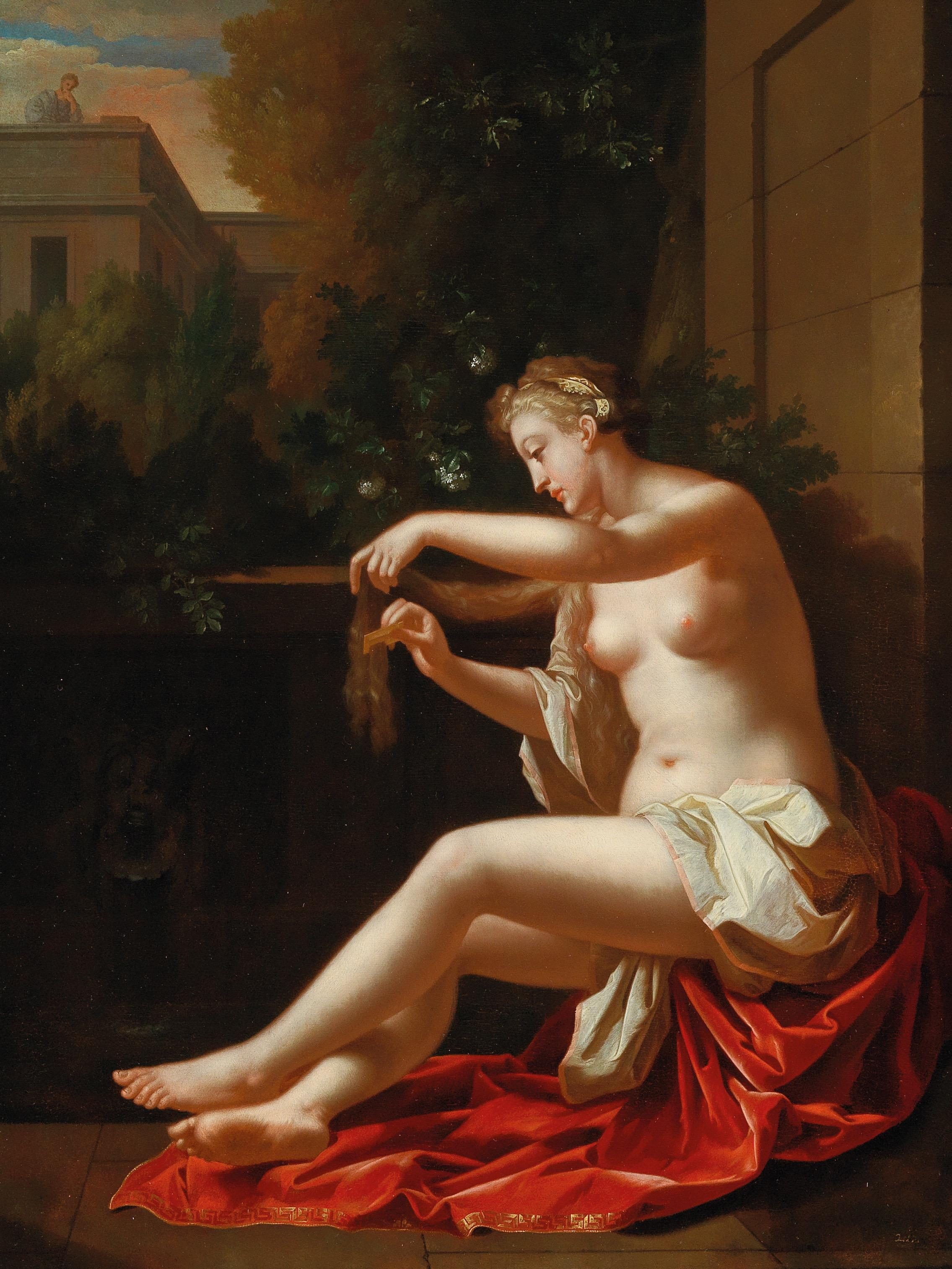
Họa phẩm về Bathsheba đang tắm

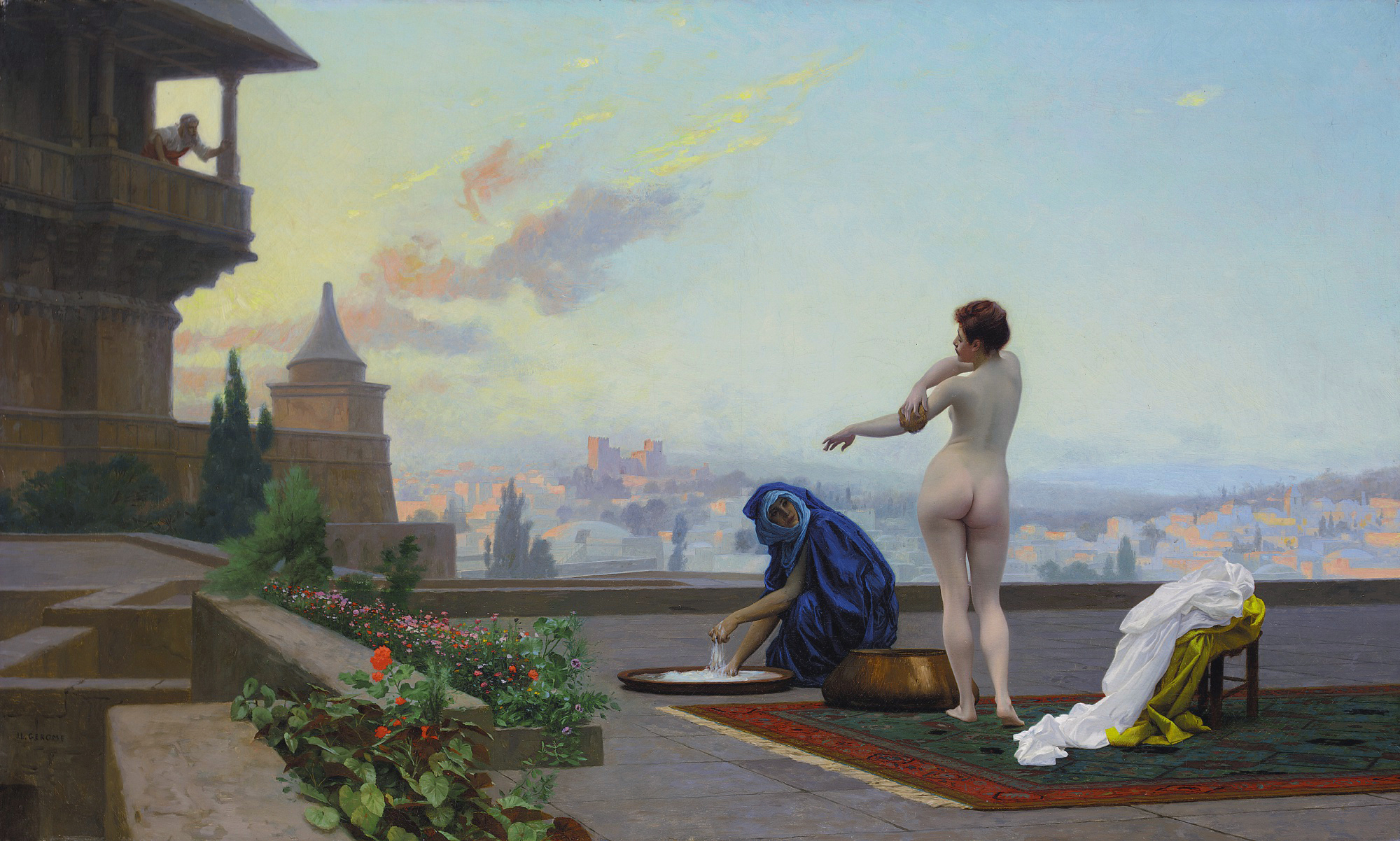
Họa phẩm về cảnh Bethsabée đang tắm trên sân thượng

Bathsheba (tiếng Do Thái: בַּת־שֶׁבַע, Baṯ-šeḇaʿ, phát âm tiếng Việt như là: Bát-sê-ba, phát âm khác là Bat-Sheva hay Batsheva nghĩa là "con gái của Sheba" hoặc "đứa con của thề nguyện") là vợ của Uriah người Hittite (tiếng Do Thái: אוּרִיָּה הַחִתִּי‎ ʾŪrīyyā haḤītī) và sau này là vợ của vua David. Theo Kinh thánh Do Thái thì bà là mẹ của Sa-lô-môn vốn là người kế vị vua Đa-vít, sau này đã phong bà làm Gebirah (Hoàng thái hậu). Bathsheba được biết đến nhiều nhất qua câu chuyện trong Kinh thánh, trong câu chuyện này, Bathsheba được Vua David nạp làm thiếp sau đã nhìn thấy cô tắm và nổi lên ham muốn chiếm đoạt cô. Bathsheba là người vợ nổi tiếng nhất của Vua David bởi vì cuộc hôn nhân của họ xuất phát từ sau một vụ ngoại tình, làm cảm hứng ly kỳ cho nhiều tác phẩm hội họa và các bộ phim sau này (như bộ phim David và Bathsheba). Sau này, Bathsheba là một người vợ trung thành với David và trung thành với con trai Solomon.

## Câu chuyện
Cuộc gặp đầu tiên của David với Bathsheba được mô tả trong Sách Biên niên sử. Lúc đó, khi Đa-vít đang đi dạo trên nóc cung điện thì bất chợt nhìn thấy một người phụ nữ rất xinh đẹp đang tắm trên sân thượng. Ông ra lệnh cho tùy tùng hỏi thăm và được biết nữ nhân này là Bát-sê-ba, vợ của U-ri-a vốn là viên tướng dưới quyền của vua David. Lúc này, vua David nổi lên ham muốn không kiềm chế được và những gì sau đó là đã khiến cô có thai và hành vi này của vua David được coi là một ví dụ về tội hiếp dâm trong Kinh thánh Do Thái.
Để che giấu tội lỗi của mình, David đã triệu tập Uriah về triều với hy vọng rằng Uriah lâu ngày không gặp sẽ ăn nằm với cô và sẽ đinh ninh rằng mình là cha đứa trẻ. Nhưng lúc này Uriah đang phục vụ trên sa trường và không muốn vi phạm quân lệnh khi đang tại ngũ, nhất là đang trong thời kỳ quân ngũ sẽ phải kiêng sắc dục. Vì vậy, khi trở về thì Uriah cũng không hề ăn nằm với Bathsheba mà vẫn mỗi đêm đều trú đóng trong trại của đội cấm quân. Sau nhiều nỗ lực dàn cảnh thất bại, vua David đã ra lệnh cho tướng của mình là Joab rằng Uriah cần phải được đôn lên tiền tuyến của trận huyết chiến, mà ông ta biết chắc rằng Uriah sẽ tử trận. Vua Đa-vít đã nhờ chính U-ri mang mệnh lệnh vào chiến trường và đã tử trận. Sau khi U-ri-a bị giết trong cuộc bao vây Rabbah (2 Sa-mu-ên 11:17), Bát-sê-ba thương tiếc U-riah, nhưng sau đó Đa-vít đã rước Bát-sê-ba về và cưới bà làm vợ, rồi bà sinh con (2 Sa-mu-ên 11:26–27).

## Trong Hồi giáo
Trong truyền thống Hồi giáo thì vua David được coi là một nhà tiên tri và một số truyền thống Hồi giáo coi câu chuyện trong Kinh thánh này là không phù hợp với nguyên tắc không thể sai phạm (Ismah/عِصْمَة;) của các nhà tiên tri. Một Hadith được trích dẫn trong Tafsir al-Kabir và Majma' al-Bayan bày tỏ rằng Ali ibn Abi Talib đã nói: "Bất cứ ai nói rằng David đã cưới vợ của Uriah như truyền thuyết kể lại, ta sẽ trừng phạt hắn hai lần: một lần vì tội qazf (buộc tội sai sự thật về kẻ ngoại tình) và kẻ kia đã xúc phạm chức vụ tiên tri (phỉ báng nhà tiên tri David)". Một Hadith khác được thuật lại từ các học giả Shia nói rằng Ali Al-Ridha trong cuộc thảo luận với các học giả của các tôn giáo khác về tính không thể sai phạm của các nhà tiên tri, đã hỏi một trong số họ rằng "Huynh đài kể điều gì về David?"
Người ấy kể rằng "Khi Đa-vít đang cầu nguyện thì bỗng một con chim xinh xuất hiện trước mặt ông ấy, Đa-vít bèn bỏ dở cầu nguyện của mình và mãi theo con chim kia và trong khi Đa-vít đang đi dạo trên mái cung điện thì ông ấy chợt nhìn thấy Bát-sê-ba đang tắm ... vì vậy Đa-vít đã điều động chồng cô ấy ra tiền tuyến chiến trường đì cho chết, để ông ta ấy có thể lấy Bathsheba." Ali Al-Ridha bực bội và nói: "Inna Lillahi wa inna ilaihi raji'un", lạy thánh Allah, than ôi!, chính anh đang gán việc lề mề khi cầu nguyện cho nhà tiên tri của Chúa, rồi buộc tội ông ta về tội không trong sạch, rồi lại buộc tội ông ta về tội giết một người vô tội!". Người kia hỏi lại "vậy câu chuyện về Uriah là thế nào nhỉ?" và Ali Al-Ridha cho biết "Vào thời đó, những người phụ nữ có chồng qua đời hoặc chồng bị tử trận sẽ không bao giờ được kết hôn lần nữa (và đây là nguồn gốc của nhiều thói hư). David là người đầu tiên phá bỏ quy tắc truyền thống này. Vì vậy, sau này Uriah vô tình bị chết trong chiến trận nên David thương tình và đã cưới người vợ góa bụa tội nghiệp này, nhưng miệng lưỡi thế gian không thể chấp nhận cuộc hôn nhân diễm tình này".